# (3076) Garber
(3076) Garber es un asteroide perteneciente al cinturón de asteroides, descubierto el 13 de septiembre de 1982 por el equipo del Observatorio Oak Ridge desde la Estación George R. Agassiz, Estados Unidos.

## Designación y nombre
Designado provisionalmente como 1982 RB1. Fue nombrado Garber en honor al historiador estadounidense Paul E. Garber.